# Hydrolithon krusadiense
Hydrolithon krusadiense V.Krishnamurthy & Jayagopal, 1987  é o nome botânico  de uma espécie de algas vermelhas pluricelulares do gênero Hydrolithon, família Corallinaceae, subfamília Mastophoroideae.
- São algas marinhas encontradas na Índia.

## Sinonímia
- Não apresenta sinônimos.